# Мартов, Жозеф Климентьевич
Жозеф Климентьевич Мартов (12 августа 1900 — 3 февраля 1972) — советский кинооператор и сценарист. Заслуженный деятель искусств РСФСР (1969).

## Биография
В 1912—1919 годах — работал как ученик ретушёра, ретушёр-фотограф, фотокорреспондент. Учился в кинотехникуме.
Член ВКП (б) с 1926 года.
В 1928—1938 годах — оператор киностудии «Ленфильм», затем — «Союздетфильм». Снимал игровые и документальные фильмы.
Наиболее значительные работы создал в содружестве с режиссёром С. И. Юткевичем.

## Семья
- Отец — Кельман Мейлихович Резник (1868—1938), был раввином в Ананьеве Херсонской губернии, имел семь сыновей и двух дочерей, репрессирован и приговорён к расстрелу 10 мая 1938 года.
- Жена — Мария Давидовна Мартова (урождённая Гомельская, 1903—1995).
  - Сын — Анатолий Жозефович Мартов (1926—1998).

## Фильмография

### Сценарист
- 1939 — «День в Артеке» (документальный)

## Оператор
- 1929 — «Чёрный парус» («Шаланда „Потёмкин“»)
- 1930 — «Юные натуралисты»
- 1930 — «Настоящие охотники» (совместно с Ф. Зандбергом)
- 1930 — «Кто виноват?»
- 1931 — «Златые горы» («Счастливая улица»)
- 1932 — «Встречный» (совместно с А. Гинцбургом, В. Рапопортом)
- 1934 — «Анкара — сердце Турции» (документальный) (совместно с В. Рапопортом)
- 1934 — «Идет новая Турция» (документальный, Турция)
- 1937 — «Шахтёры»
- 1937 — «Как будет голосовать избиратель» (документальный)
- 1938 — «Человек с ружьём»
- 1939 — «День в Артеке» (документальный)
- 1940 — «Яков Свердлов»
- 1941 — «Белая ворона» (в Боевом киносборнике № 7) (короткометражный)
- 1941 — «Эликсир бодрости» (в Боевом киносборнике № 7) (короткометражный)
- 1942 — «Принц и нищий»
- 1944 — «Сильва»
- 1952 — «Горе от ума» (фильм-спектакль) (совместно с Б. Монастырским)
- 1953 — «Случай в тайге» (совместно с И. Шатровым)
- 1955 — «Ляна»
- 1956 — «Своими руками»
- 1959 — «Ванька» (среднеметражный) (совместно с П. Катаевым)
- 1959 — «Не на своём месте»
- 1959 — «Три рассказа Чехова»
- 1961 — «Евдокия» (совместно с П. Катаевым)
- 1962 — «Мы вас любим» (СССР) (совместно с П. Катаевым)

## Награды
- орден «Знак Почёта» (01.02.1939)
- заслуженный деятель искусств РСФСР (1969)